# FLiBe

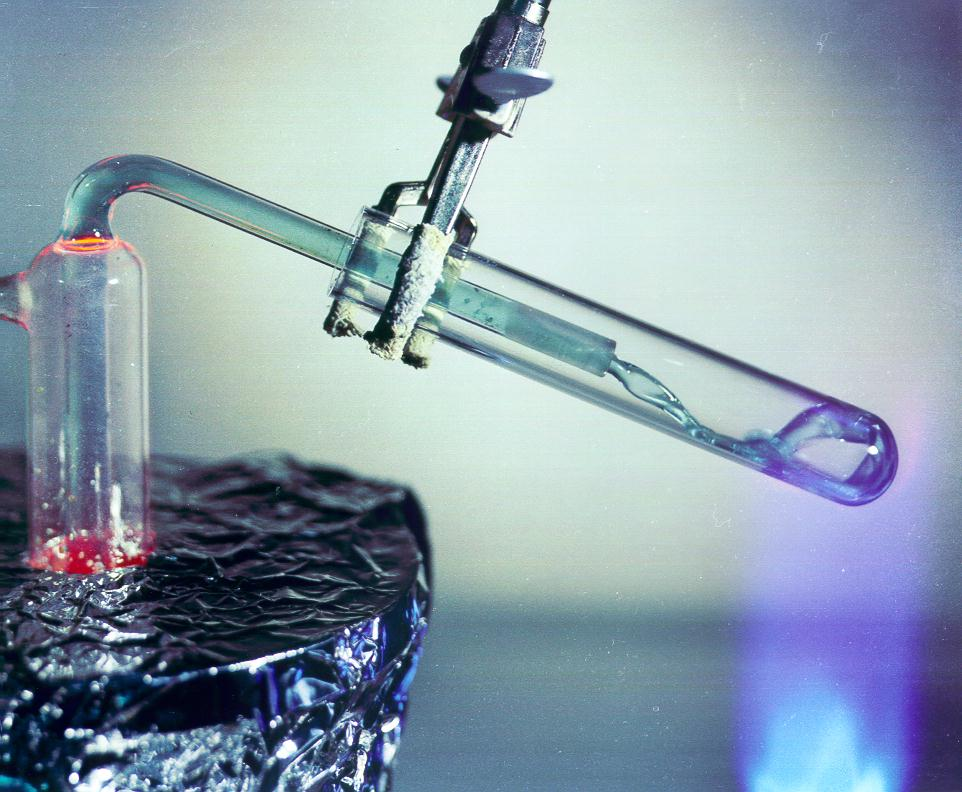
Écoulement de FLiBe fondu. La teinte verte provient de la dissolution de tétrafluorure d'uranium.

Le FLiBe est un mélange de fluorure de lithium (LiF) et de fluorure de béryllium (BeF2). Ses propriétés de sel fondu en font un refroidisseur de réacteur nucléaire (en). Deux types de ce mélange ont été utilisés dans le Réacteur expérimental à sels fondus (en anglais Molten-Salt Reactor Experiment, MSRE).
Le mélange 2:1 Li2BeF4 a un point de fusion situé à 459 °C, un point d'ébullition à 1 430 °C et une masse volumique de 1,94 g·cm-3. Sa capacité thermique volumique est de 4 540 kJ·m-3K, ce qui la rend similaire à celle de l'eau, tandis que sa capacité thermique spécifique est de 2 414,17 kJ/kgK, soit environ 60% celle de l'eau.

## Refroidisseur
En tant que sel fondu, il peut être utilisé comme un refroidisseur qui peut-être utilisé à haute température sans atteindre une haute pression de vapeur. Contrairement au sodium ou au potassium, qui peuvent également être utilisés comme des refroidisseurs haute-température, il ne réagit pas violemment avec l'air ou l'eau. Le sel de FLiBe possède une faible hygroscopie et solubilité dans l'eau.